# Infocom
Infocom — американская компания, наиболее известная как производитель текстовых квестов. Основана 22 июня 1979 студентами MIT. В 1989 была куплена Activision.
«Лучший творец графики — это ваше воображение, а оно всегда с вами!»
(Лозунг Infocom — крупнейшего производителя текстовых игр)

## Interactive fiction
Большинство игр Infocom являлись текстовыми квестами (interactive fiction). Для своих игр Infocom создала собственный язык программирования ZIL (Zork Implementation Language), являющийся по сути диалектом языка MDL (Model Development Language), созданного под влиянием Lisp. Благодаря богатым возможностям синтаксической обработки текстовых конструкций, ZIL позволял взаимодействовать с пользователем на уровне естественного языка, управляя состоянием игры при помощи управляющих предложений (например, «GO WEST» — «ИДИ НА ЗАПАД» или «TAKE SWORD» — «ВОЗЬМИ МЕЧ»). Скомпилированные файлы проекта игры были платформонезависимы, и могли запускаться на любой платформе, для которой была написана виртуальная машина Z-machine. Благодаря этому игры Infocom выходили на широком спектре домашних компьютеров 1980-х годов, ведь достаточно было один раз создать имплементацию Z-machine для конкретной платформы вместо того, чтобы каждый раз каждую из игр.

## Игры
- Серия Zork
  - Zork I: The Great Underground Empire (1980)
  - Zork II: The Wizard of Frobozz (1981)
  - Zork III: The Dungeon Master (1982)
  - Enchanter (1983)
  - Sorcerer (1984)
  - Spellbreaker (1985)
  - Beyond Zork: The Coconut of Quendor (1987)
  - Zork Zero: The Revenge of Megaboz (1988)
  - Zork: The Undiscovered Underground (1997)
- Deadline (1982)
- Starcross (1982)
- Suspended: A Cryogenic Nightmare (1983)
- Infidel (1983)
- Planetfall (1983)
- The Witness (1983)
- Cutthroats (1984)
- The Hitchhiker’s Guide to the Galaxy (1984)
- Seastalker (1984)
- Suspect (1984)
- A Mind Forever Voyaging (1985)
- Wishbringer: The Magick Stone of Dreams (1985)
- Ballyhoo (1986)
- Hollywood Hijinx (1986)
- Leather Goddesses of Phobos (1986)
- Moonmist (1986)
- Trinity (1986)
- Border Zone (1987)
- Bureaucracy (1987)
- The Lurking Horror (1987)
- Nord and Bert Couldn’t Make Head or Tail of It (1987)
- Plundered Hearts (1987)
- Stationfall (1987)
- Sherlock: The Riddle of the Crown Jewels (1988)
- Arthur: The Quest for Excalibur (1989)
- James Clavell’s Shogun (1989)
- Journey (1989)